# 名越村
名越村（なこえむら）は、愛知県八名郡にあった村。現在の新城市の一部にあたる。

## 地理
宇連川左岸に位置していた。

## 歴史
- 1889年（明治22年）10月1日、町村制の施行により、八名郡大野村、細川村、睦平村、井代村、能登瀬村、名越村、名号村が合併して村制施行し、大野村が発足[3][4]。旧村名を継承した大野、細川、睦平、井代、能登瀬、名越、名号の7大字を編成[4]。
- 1890年（明治23年）10月20日、大字大野以外の各大字がそれぞれ分立して村制施行し、名号村、名越村、能登瀬村、井代村、睦平村、細川村が発足[1][2][3][4]。大字は編成せず[2]。
- 1891年（明治24年）大野村、名号村、能登瀬村、井代村、睦平村、細川村と、七ケ村組合村を結成[4]。
- 1892年（明治25年）4月18日、大野村が町制施行し大野町となる[3]。
- 1893年（明治26年）八名郡高岡村が組合村に加わり一町七ケ村組合村となる[4]。
- 1906年（明治39年）7月1日、八名郡高岡村、名号村、能登瀬村、井代村、睦平村、細川村と合併し、七郷村を新設して廃止された[1][2]。合併後、七郷村名越となる[2]。

### 地名の由来
建長2年（1250年）鎌倉幕府の地頭職にナナシノコンボと記して提出したが不受理となり、侍所の地名名越の名を得て報告し、それが地名となった。

## 産業
- 農業[2]